# Leopold Šťastný
Leopold Šťastný (23. května 1911 Rohožník – 14. května 1996 Toronto) byl slovenský fotbalový obránce, reprezentant Československa a později fotbalový trenér. Měl přezdívku Jim.

## Hráčská kariéra
Hrál v letech 1923 až 1941 za 1. ČsŠK Bratislava (Slovan).
V československé reprezentaci odehrál v obraně roku 1937 dvě utkání. Za slovenskou reprezentaci nastoupil jednou v roce 1940.

## Trenérská kariéra
Více než jako hráč proslul jako trenér, jímž se stal po skončení hráčské kariéry. Dlouhá léta vedl mužstvo Slovanu Bratislava (1949–1951, 1954–1957, 1963–1965) a byl tvůrcem mužstva, které v 50. letech 20. století rozbilo hegemonii Prahy v československé lize – získal se Slovanem čtyři mistrovské tituly (1949, 1950, 1951, 1955). V letech 1968–1975 vedl ve 49 utkáních rakouskou reprezentaci a v letech 1975–1977 rakouský klub Wacker Innsbruck, s nímž získal jeden mistrovský titul (1977). Poté se stal hlavním instruktorem trenérů při rakouském fotbalovém svazu.
V roce 2009 byla ve vídeňské čtvrti Donaustadt (22. okres) po něm pojmenovaná ulice (Stastnyweg).

## Soukromý život
Oženil se 28. června 1944 se Zdenkou Štifterovou, 22. června 1954 se rozvedli. Měli dvě děti – dceru Helenu a syna Michala. Leopold Šťastný je pochovaný na hřbitově Slávičie údolie v Bratislavě. V roce 2018 vydal o Leopoldovi Šťastném klub Slovan Bratislava v edici Belasé legendy knihu.